# Željne
Željne je naselje v občini Kočevje.